# Rita Ferro (diplomata)
Rita Ferro (nascida em 1953) é uma diplomata portuguesa que foi embaixadora de Portugal na Tunísia, Luxemburgo e Marrocos. No início de 2020 foi nomeada embaixadora junto da Comunidade dos Países de Língua Portuguesa (CPLP).

## Carreira
Maria Rita da França Sousa Ferro Levy Gomes nasceu a 4 de agosto de 1953. É licenciada em Filosofia pela Universidade de Lisboa. Depois de se formar, lecionou filosofia numa escola secundária antes de se candidatar para o serviço diplomático de Portugal em 1978. Ela ocupou cargos nas embaixadas de Portugal em Istambul, Turquia e Bangkok e Tailândia antes de se tornar cônsul-geral em Madrid, Espanha. O seu primeiro posto como embaixadora foi em Tunes em 2007. Em 2012, ela foi transferida para o Luxemburgo. Após uma reorganização dos cargos de embaixador, ela encerrou a sua missão no Luxemburgo no início de 2015 e no início do mesmo ano voltou para o Magrebe como embaixadora em Marrocos. Ferro é casada e tem duas filhas.
Em fevereiro de 2020 apresentou as suas credenciais à Secretária Executiva da Comunidade dos Países de Língua Portuguesa (CPLP), uma organização internacional de promoção da cooperação entre os países lusófonos, com sede em Lisboa.
Em 2020 foi distinguida com o prémio Femina de Honra, atribuído pela Matriz Portuguesa.